# Ōyama Iwao
En aquest nom japonès, el cognom és Ōyama.
El príncep Ōyama Iwao (大山巌, Kagoshima, 10 d'octubre de 1842 - Tòquio, 10 de desembre de 1916) va ser un mariscal de camp i polític japonès, i un dels fundadors de l'exèrcit imperial japonès.

## Biografia

### Primers anys
Ōyama va néixer a Kagoshima dins d'una família de samurais que pertanyia al domini de Satsuma. Va ser el protegit d'Okubo Toshimichi i va treballar en l'enderrocament del shogunat Tokugawa. Va tenir un rol important a la Restauració Meiji. Va ser comandant en cap de la Primera Brigada Independent durant la Guerra Boshin. Durant la batalla d'Aizu, va ser comandant de les posicions d'artilleria de l'Exèrcit Imperial del Japó al Mont Oda. Durant el transcurs del setge, va ser ferit per una guerrilla aizu sota el comandament de Sagawa Kanbei.

### Carrera militar
El 1870, va estudiar a l'École Spéciale Militaire de Saint-Cyr a França i va ser l'observador militar oficial del Japó a la guerra francoprussiana. Va estar tres anys (1870-1873) a Ginebra estudiant llengües estrangeres, i va aprendre el rus. Ōyama va ser el primer client japonès conegut de Louis Vuitton, en haver comprat alguns equipatges durant la seva estada a França. Després de ser ascendit a general major, va tornar a França per a estudis especialitzats, juntament amb Kawakami Soroku. Després de tornar al Japó, va ajudar en l'establiment de l'Exèrcit Imperial del Japó, que es va fer servir per la repressió de la Rebel·lió de Satsuma, tot i que Ōyama i el seu germà gran eren cosins de Saigō Takamori.
A la guerra sinojaponesa, va ser assignat Comandant en Cap del Segon Exèrcit Japonès. Va desembarcar a la Península de Liaotung, va avançar a Port Arthur enmig d'una tempesta, i va creuar a Shantung, on va capturar la fortalesa de Weihawei. Després de la guerra, Ōyama va ser menystingut pel periodista americà Trumbull White, per no haver reeixit en contenir les seves tropes durant la massacre de Port Arthur.
Pels seus serveis, Ōyama va ser inclòs en el sistema de noblesa japonesa (kazoku) amb el títol de marquès, i tres anys després va ser ascendit a mariscal de camp. A la guerra russojaponesa (1904-1905) va ser nomenat Comandant en Cap de les forces japoneses a Manxúria. Ōyama tenia autoritat sobre totes les operacions en terra del Japó durant la guerra, i va dirigir personalment les tàctiques de les forces japoneses en totes les batalles principals, guanyant la batalla de Liaoyang i frenant els contraatacs russos a la batalla de Shaho i la de Sandepu. Va ser reemplaçat pel General Kodama Gentarō breument a principis del 1905 a causa d'una malaltia, però es va recuperar per dirigir les forces japoneses a la batalla de Mukden final. Després la victòria del Japó, l'Emperador Meiji el va nomenar kōshaku (príncep).

### Carrera política i mort
Ōyama va ser Ministre de Guerra en diversos gabinets, i com a cap de l'Estat Major va defensar el poder autocràtic de l'oligarquia (genrō) en contra dels drets democràtics. A diferència del primer ministre Yamagata Aritomo, era reservat i defugia dels afers polítics .
Ōyama va morir als 74 anys el 1916. Ōyama tenia sobrepès (pesava més de 95 kg), fet que podria haver contribuït a la seva mort, possiblement relacionada amb la diabetis.